# Pushing Daisies
Pushing Daisies (Brasil: Um Toque de Vida / Portugal: Mal-Me-Quer, Bem-Me-Quer) é uma premiada série de televisão americana criada por Bryan Fuller, que foi ao ar no ABC em 3 de outubro de 2007 a 13 de junho de 2009. Anunciada como um "conto de fadas forense", Pushing Daisies centra-se sobre o confeiteiro (pie-maker, no original) com a capacidade de trazer os mortos de volta à vida através do seu toque, durante um minuto. A série é uma comédia dramática policial, e gira em torno do amor intocável de Chuck e Ned.
As músicas de abertura e encerramento e durante a exibição foram realizadas pelo compositor Jim Dooley. A série foi realizada pelas companhias Jinks/Cohen Company, Living Dead Guy Productions e a Warner Bros. Television. Produziram a série, Bryan Fuller, Barry Sonnenfeld, Dan Jinks & Bruce Cohen, Brooke Kennedy (episódios 2 a 7) e Peter Ocko (episódios 8 a 22). As filmagens da séries foram feitas em formato de 480i (SDTV) e 720p (HDTV).
A série foi um sucesso de crítica e ganhou inúmeros prêmios, recebendo 17 indicações ao Primetime Emmy Awards com sete vitórias, e 3 indicações ao Globo de Ouro, mesmo tendo apenas nove episódios em sua 1ª temporada. Apesar do seriado ter sofrido uma pausa por conta da greve dos roteiristas nos Estados Unidos em 2008, ele teve sua 2ª temporada estreada dia 1° de outubro de 2008 nos EUA. 
Em Junho de 2009, a ABC anunciou que a série foi cancelada por motivos de baixa audiência, sendo planejada uma continuação em quadrinhos ou um filme. 

## Enredo
Descrito como um "Conto de fadas forense", o seriado Pushing Daisies centra-se sobre a vida de Ned, um garoto que descobre que tem o dom de trazer mortos (sejam eles animais, frutas ou pessoas) de volta à vida. Porém, logo o herói descobre que há consequências para o uso do seu incrível dom. Se ele tocar a pessoa que ele reviveu novamente, essa pessoa morreria, e não poderia ser ressuscitada. E se por acaso ele deixasse essa pessoa viver por mais de 60 segundos, outra pessoa que está próxima morreria em seu lugar.
Ned já é adulto e confeiteiro dotado com a misteriosa habilidade de trazer coisas mortas de volta à vida ao tocá-los. Existem algumas condições para esse talento um tanto incomum. Ned aprende rapidamente que, se algo é revivido por mais de exatamente um minuto, algo de “valor da vida” similar nas imediações cai morto, como uma forma de equilíbrio. Além disso, se ele toca a pessoa ou coisa revivida uma segunda vez, ele cai morto, desta vez de forma permanente.
No episódio piloto, Ned descobre seu dom aos 9 anos, 27 semanas, 6 dias e 3 minutos de vida, como uma criança por ressuscitar o seu Golden Retriever, Digby, depois que o cão é atropelado por um caminhão. Mais tarde, ele traz de volta a sua mãe quando ela morre de um aneurisma. No entanto, ao fazer isso, ele acidentalmente provocar a morte do pai de sua namorada de infância, Charlotte "Chuck" Charles, como o "preço" por manter sua mãe viva. Ainda pior, a mãe de Ned cai morta permanentemente quando ela lhe dá um beijo de boa noite (que é como ele aprende o efeito do segundo toque).
Em sua infância, Ned e Chuck se separam após as Agorafóbicas tias de Chuck, Vivian e Lily, moverem-se para assumir o papel de seus pais, enquanto Ned é despachado por seu pai para a escola sozinha embarque.
Herdando talentos culinários de sua mãe, Ned se torna um confeiteiro (pie-maker, no original) que possui um restaurante chamado "Toca da Torta" ("The Pie Hole", no original), no qual ele trabalha com a ajuda da garçonete Olive Snook (Kristin Chenoweth). O restaurante não está financeiramente bem quando o investigador particular Emerson Cod (Chi McBride) descobre acidentalmente o dom de Ned quando viu este usa-lo em um fugitivo que Emerson perseguia e que despencara de um telhado, então Emerson oferece-lhe uma proposta: Ned traz temporariamente vítimas de assassinatos de volta à vida, permitindo a Emerson obter informações sobre as circunstâncias da sua morte, resolver rapidamente o caso e dividir o dinheiro da recompensa com ele.
O esquema bem-sucedido dura até que Chuck, que Ned não via desde a infância, ser assassinada em um navio de cruzeiro. Quando o corpo é enviado de volta para casa, Ned a revive, mas não pode tocá-la de novo fazendo com que morresse definitivamente. Contra seu melhor julgamento, Ned lhe permite viver e o diretor casa funerária larcenous cai morto em seu lugar.
Mas, quando Ned está trabalhando em um lucrativo caso, percebe que está atrás do culpado pelo assassinato da própria Chuck. Ned e Chuck se apaixonam de novo e ele a leva para casa para viver com ele sob as circunstâncias únicas de nunca ser capaz de tocar uns nos outros. Chuck é extremamente grata ao receber uma segunda chance na vida e como tal, ela começa a apreciar a vida como um recurso verdadeiramente preciosa e Ned, testemunhando a felicidade de sua beleza vivaz, começa a sair da sua concha solitária.
Chuck junta Ned e Emerson para investigar as mortes de dinheiro da recompensa, a começar pelo rastreamento de suas próprias celas. Apesar da desaprovação de Emerson da "garota morta" (“dead girl”), muitas vezes ele permite que Chuck ajude quando necessário.
Outros roteiros incluem a busca de Emerson pela sua filha desaparecida, depois que ela foi levada por sua mãe. Durante a série, ele trabalha em um livro inacabado chamado "Lil' Gumshoe", na esperança de que será publicado e que sua filha vai ler o livro e encontrar o caminho de volta para ele. Olive Snook afasta pinheiros por Ned. As tias de Chuck lentamente aprendem a aceitar a morte de sua única sobrinha e se tornar amiga de Olive, que lhes traz torta atada com intensificadores de humor homeopáticos cozida por Chuck para elevar seus espíritos.
Um epílogo no final da série revela que Emerson encontrou sua filha, Chuck é capaz de revelar que ela está viva para Lily e Vivian, e Olive cai no amor e abri seu próprio restaurante dedicado ao macarrão e queijo.

## Elenco
- Lee Pace ... Ned
- Anna Friel ... Charlotte Charles (Chuck)
- Chi McBride ... Emerson Cod
- Kristin Chenoweth ... Olive Snook
- Jim Dale ... Narrador
- Ellen Greene ... Vivian Charles
- Swoosie Kurtz ... Lily Charles
- Field Cate ... Jovem Ned
- Sammi Hanratty ... Jovem Chuck
- Sy Richardson ... Necroterista

### Outros elencos
- Sy Richardson apareceu como o médico legista, que trabalha no necrotério de Ned, Chuck e Emerson iria visitar. Ele apareceu em 12 episódios sobre o curso de ambas as temporadas.
- Raúl Esparza apareceu como Alfredo Aldarisio, um viajante representante do antidepressivo homeopático/vendedor que desenvolve uma relação com Olive. Ele apareceu em 1x03 "The Fun in Funeral" e 1x08 "Bitter Sweets".
- Paul Reubens apareceu como Oscar Vibenius, um perito do ex-olfativo, que trabalha para o Department of Water and Power (Departamento de Água e Energia). Oscar cheira algo peculiar sobre Chuck (e Digby, bem como) e decide ir ao fundo do mesmo. Ele apareceu em 1x07 "Smell of Success" e 1x09 "Corpsicle". Rubens foi originalmente lançado como Alfredo Aldarisio.[2]
- Colunista do E! Online Kristin dos Santos teve uma única aparição na linha de 1x03 "The Fun in Funeral".
- Jayma Mays apareceu como Elsa/Elsita em 1x04 "Pigeon".
- The Soup anfitrião Joel McHale apareceu como Harold Hundin, um reprodutor do cão polígamista que foi morto por uma de suas esposas no 1x06 "Bitches".
- Christine Adams apareceu como Simone Hundin, a dona de um cão em 1x06 "Bitches". Voltou para dois episódios da segunda temporada e desenvolve um relacionamento com Emerson.
- Christopher Sieber apareceu como Napoleão LeNez em 1x07 "Smell of Success".
- Molly Shannon apareceu como Dilly Balsam, a dona de um empório de água salgada-taffy que configura uma loja na rua em frente à Pie Hole (ou Toca da Torta) em 1x08 "Bitter Sweets". Ela foi originalmente planejada para Shannon para estar em mais de um episódio[3] No entanto, devido à greve, que não aconteceu.
- Mike White surgiu como irmão Dilly Balsam e co-proprietário de um empório de água salgada, taffy, Billy Balsam em 1x08 "Bitter Sweets".
- French Stewart apareceu como Woolsey Nicholls em 2x01 "bzzzzzzzzz!".
- Rachael Harris apareceu como Georgeann Heaps em 2x02 "Circus Circus".
- Wonderfalls aluna Diana Scarwid jogou a Mãe Maria Maria, a Madre Superiora do convento que a Olive vai, nos três primeiros episódios da segunda temporada. Ela também apareceu em 2x11 "Windrow Dressed to Kill".
- David Arquette apareceu como Randy Mann, um homem que se torna amigo de Ned e é descrita por Bryan Fuller como o tipo de homem que Ned seria se não tivesse os poderes mágicos. Ele apareceu em quatro episódios da segunda temporada.
- Stephen Root apareceu como Dwight Dixon, um homem misterioso, que está ligado a ambos os pais de Ned e Chuck. Apareceu em cinco episódios da segunda temporada.
- Daeg Faerch apareceu como Ingmar Todd em 2x05 "Dim Sum, Lose Some" e 2x08 "Comfort Food".
- Fred Willard apareceu como o mágico The Great Herrmann em 2x06 "Oh oh oh ... It's Magic". No Reno 911! Kerri Kenney-Silver interpretou o assistente, Alexandria.
- Best Week Ever com Paul F. Tompkins apareceu como Gunther Pinker em 2x06 "Oh oh oh ... It's Magic".
- Shelley Berman apareceu como o falecido Gustav Hoffer em 2x07 "Robbing Hood".
- Beth Grant apareceu como Marianne Marie Beetle reprisando seu papel em Wonderfalls 2x08 "Comfort Food".
- Josh Randall apareceu como o pai de Chuck, Charles Charles em 2x08 "Comfort Food" e 2x09 "The Legend of Merle McQuoddy".
- David Koechner apareceu como Merle McQuoddy em 2x09 "The Legend of Merle McQuoddy".
- Orlando Jones, Ivana Miličević e Michael Weaver apareceram como detetives noruegueses em 2x10 "The Norwegians".
- George Hamilton apareceu como o pai de Ned em 2x10 no "The Norwegians" em uma rápida aparição não creditada.apareceu como o homem que sequestrou Olive quando ela era uma criança em 2x11 "Windrow Dressed to Kill".
- Willie Garson apareceu como Dick Dicker em 2x11 "Windrow Dressed to Kill".
- Constance Zimmer apareceu como Coco Juniper, uma artista janela da loja de departamento artista em 2x11 "Windrow Dressed to Kill".
- Gina Torres apareceu como Lila Rodrigues, uma mulher do passado de Emerson em 2x12 "Water and Power".
- Wilson Cruz apareceu como Sid Tango, um dançarino de água flamboyant em 2x13 "Kerplunk".
- Nora Dunn e Wendy Malick apareceram como The Aquadolls, equipe de nado sincronizado para o rival Darling Mermaid Darlings, em 2x13 "Kerplunk".
- Mackenzie Smith apareceu como o mais nova versão de Lily Charles no episódio "Kerplunk!".

## Prêmios e Indicações
Emmy
- Melhor Ator em Série de Comédia (2009): Lee Pace, como Ned (Indicado)
- Melhor Atriz coadjuvante em Série de Comédia (2009): Kristin Chenoweth, como Olive Snook (Venceu)
- Melhor Elenco de Comédia (2009) (Indicado)
- Melhor Direção de Comédia (2009): Barry Sonnenfeld (Indicado)

Golden Globe
- Melhor série - comédia ou musical (2008)
- Melhor ator em uma série - comédia ou musical (2008)- Lee Pace(Indicado)
- Melhor atriz em uma série - comédia ou musical (2008)- Anna Friel em Pushing (Indicada)

## Continuação
A série termina com muitos mistérios e histórias em aberto para os fãs, então se planejando uma continuação em formato de história em quadrinhos ou filme para concluir de fato a história, o que já foi chamado de "Temporada 3".
“É a ideia do filme que eu não tinha certeza que conseguiríamos fazer. O enredo não é necessariamente o mesmo que nos acostumamos a ver na televisão, é uma história bem diferente que muda tudo, deixando tudo num novo contexto”, disse Bryan durante o Paley Festival. Bryan ainda comentou em seu perfil do Twitter que já teria escrito o primeiro ato do roteiro, mas desde então não houve mais aspirações de realização.
Na Comic-Con de San Diego em 2007, os produtores de Pushing Daisies distribuíram uma edição em quadrinhos da série, com um enredo prévio ao do primeiro episódio, para promover seu lançamento. Inspirado por esta, Fuller planejou uma história em quadrinhos de 12 edições para a conclusão da série, a qual seria publicada pelo selo WildStorm da DC Comics. Ainda havia chances de que estas doze edições não seriam as últimas da história de Pushing Daisies. “Eu acabei de terminar a história destas doze edições, o que nos deixa em um final com margem a uma nova história. É como se já estivesse garantindo a entrada deles no mundo dos quadrinhos. Não pude garantir isso na ABC, mas tinha que terminar a história e acredito que os fãs vão ficar satisfeitos”. Infelizmente, no final de 2010 o selo WildStorm foi descontinuado pela DC Comics, sendo adiado o lançamento de Pushing Daisies para os quadrinhos em uma nova editora. Aparentemente esse projeto foi cancelado, visto que desde então não se teve mais notícias ou previsão de lançamento. Também já foram cogitadas pelo criador continuações em formato de mini-série, como um spin-off, e musical.